# Lenzie
Lenzie est une ville dans l'East Dunbartonshire en banlieue de Glasgow, en Écosse.